# Reinier de Ridder
Reinier de Ridder (ur. 7 września 1990 w Tilburgu) – holenderski zawodnik miesznych sztuk walki (MMA). Były podwójny mistrz singapurskiej organizacji One Championship w wadze średniej do 93 kg oraz półciężkiej do 102,1 kg. Podczas swojej kariery toczył walki także dla takich organizacji jak: EFC Worldwide, German MMA Championship, Superior FC oraz UAE Warriors. Aktualnie związany z amerykańską organizacją UFC.  

## Życiorys
De Ridder rozpoczął treningi judo w wieku 6 lat. Kiedy poszedł na studia, zdecydował się trenować brazyliijskie jiu-jitsu, aby móc robić coś w wolnym czasie. Jest również właścicielem kliniki fizykoterapii w Bredzie, łącząc godziny pracy z godzinami treningu.
Oprócz swojej kariery w MMA, De Ridder zdobył złoty medal na Mistrzostwach Europy BJJ w 2016 roku.

## Kariera MMA

### Wczesna kariera
De Ridder stoczył swoją pierwszą amatorską walkę w 2013 roku, wygrywając przez poddanie w pierwszej rundzie. Następnie zadebiutował w zawodowym MMA pod koniec tego samego roku, wygrywając przez duszenie trójkątne w pierwszej rundzie. Reinier zaliczył serię siedmiu wygranych walk, z których wszystkie zakończyły się przed czasem. Po tej serii zwycięstw dostał szansę walki o pas wagi średniej organizacji HIT FC, który zdobył pokonując rywala przez duszenie zza pleców w pierwszej rundzie. Po wygraniu kolejnej walki w czasie krótszym niż dwie minuty otrzymał oferty od UFC i One FC, decydując się na tę drugą ze względu na korzystniejsze warunki.

### One Championship
De Ridder zadebiutował w singapurskiej organizacji na gali One: Hero's Ascent w dniu 25 stycznia 2019 roku przeciwko Fanowi Rongowi, w walce, którą wygrał przez poddanie w pierwszej rundzie. Następnie zmierzył się z Gilberto Galvão na One: Legendary Quest, nokautując Brazylijczyka w drugiej rundzie kolanami, oraz z byłym pretendentem do tytułu Leandro Ataidesem na One: Warrior's Code, w którym wygrał ciężko wywalczoną decyzją sędziów.

#### Mistrz wagi średniej One
30 października 2020 w Kallang zmierzył się z Aung La Nsangiem o mistrzostwo świata wagi średniej One na wydarzeniu One: Inside the Matrix. Wygrał walkę przez poddanie w pierwszej rundzie, zostając nowym mistrzem.

#### Podwójny mistrz
Po tym, jak Witalij Bigdash uzyskał pozytywny wynik testu na COVID-19, De Ridder stoczył rewanżową walkę z Aung La Nsangiem o mistrzostwo wagi półciężkiej na gali One on TNT 4 w dniu 28 kwietnia 2021. Ponownie pokonał rywala, tym razem na punkty, dzięki czemu stał się nowym mistrzem wagi półciężkiej One i trzecim jednoczesnym mistrzem dwóch kategorii wagowych w historii organizacji.
W pierwszej obronie tytułu wagi średniej stoczył walkę z Kirgizem, Kiamrianem Abbasovem na gali One: Full Circle 25 lutego 2022. Wygrał przez poddanie w trzeciej rundzie. To zwycięstwo przyniosło mu nagrodę za występ wieczoru.
26 marca 2022 zmierzył się z byłym wielokrotnym mistrzem świata ADCC i BJJ André Galvão w walce grapplingowej na gali One: X. Obaj zawodnicy zmagali się do remisu po 12 minutach, ponieważ żaden z nich nie zdołał wykonać poddania.
22 lipca 2022 na One 159 przystąpił do drugiej obrony pasa wagi średniej, mierząc się z byłym mistrzem Witalijem Bigdashem. Reiner udusił Rosjanina duszeniem trójkątnym nogami w pierwszej rundzie. To zwycięstwo przyniosło mu nagrodę za występ wieczoru.
Na wydarzeniu One na Prime Video 3 w dniu 22 października 2022 miał bronić tytułu wagi średniej w walce z Szamilem Abdułajewem, jednak Abdułajew wycofał się z pojedynku, z powodu braku zgody lekarzy, z rezultacie walka została anulowana.
3 grudnia tego samego roku przystąpił do pierwszej obrony pasa wagi półciężkiej. De Ridder stanął do walki z niepokonanym Anatolijem Małychinem na One na Prime Video 5 w Manili. Holender poniósł pierwszą porażkę w karierze, zostając znokautowanym w pierwszej rundzie.
Ponad rok później na gali One 166 doszło do rewanżu obu zawodników, którego stawką było mistrzostwo świata wagi średniej One. De Ridder stracił swoje drugie mistrzostwo ponownie ulegając temu rywalowi, tym razem przez techniczny nokaut w rundzie trzeciej.

### UAE Warriors
Po rozstaniu z One stoczył jednorazową walkę dla organizacji UAE Warriors. 27 lipca 2024 na UAE Warriors 51 zmierzył się z Turkiem, Magomiedmuradem Chasajewem. Wygrał walkę przez TKO w pierwszej rundzie.

### UFC
24 września 2024 ogłoszono, że podpisał kontrakt z największą amerykańską organizacją Ultimate Fighting Championship.
W debiucie dla UFC zmierzył się z doświadczonym Geraldem Meerschaertem dnia 9 listopada 2024 na UFC Fight Night 247. Wygrał walkę przez duszenie trójkątne w trzeciej rundzie.
18 stycznia 2025 na gali UFC 311 w Inglewood, zmierzył się z Kevinem Hollandem. De Ridder poddał Amerykanina już w pierwszej rundzie duszeniem zza pleców, tym samym zwyciężając drugą walkę w amerykańskiej organizacji.
Podczas gali UFC Fight Night: Sandhagen vs. Figueiredo, która odbyła się 3 maja 2025 w Des Moines, zawalczył z niepokonanym zapaśnikiem Bo Nickalem. Zwyciężył przez techniczny nokaut w drugiej rundzie po uderzeniu kolanem w korpus Amerykanina. Efektowne zwycięstwo przyniosło mu pierwszy bonus od UFC w kategorii występ wieczoru. 
Ponad dwa miesiące później, w walce wieczoru gali UFC Fight Night: Whittaker vs. de Ridder w Abu Zabi stoczył walkę z byłym mistrzem wagi średniej,  Robertem Whittakerem. Po pełnych pięciu rundach sędziowie wskazali niejednogłośnie w stosunku 2 x 48-47, 47-48 zwycięstwo de Riddera. 

## Osiągnięcia

### Mieszane sztuki walki
- 360 Promotion
  - 2017: Mistrz 360 Promotion w wadze średniej

- HIT Fighting Championship
  - 2017: Mistrz Hit Fighting Championship w wadze średniej

- One Championship
  - 2020-2024: Mistrz One Championship w wadze średniej do 93 kg
  - 2021-2022: Mistrz One Championship w wadze półciężkiej do 102,1 kg

- Ultimate Fighting Championship
  - Bonus za występ wieczoru (jeden raz) vs. Bo Nickal (2025)[36]

## Lista zawodowych walk w MMA
| Wynik     | Bilans | Przeciwnik (bilans przed walką) | Rozstrzygnięcie                                | Runda | Czas | Rozgrywki                                 | Data       | Miejsce           | Uwagi                                                                                           |
| --------- | ------ | ------------------------------- | ---------------------------------------------- | ----- | ---- | ----------------------------------------- | ---------- | ----------------- | ----------------------------------------------------------------------------------------------- |
| Wygrana   | 21-2   | Robert Whittaker (26-8)         | Decyzja (niejednogłośna)                       | 5     | 5:00 | UFC Fight Night: Whittaker vs. de Ridder  | 26.07.2025 | Abu Zabi          | Main Event.                                                                                     |
| Wygrana   | 20-2   | Bo Nickal (7-0)                 | TKO (kolano na korpus)                         | 2     | 1:53 | UFC Fight Night: Sandhagen vs. Figueiredo | 03.05.2025 | Des Moines        | Bonus za występ wieczoru. Co-Main Event                                                         |
| Wygrana   | 19-2   | Kevin Holland (26-12. 1 NC)     | Poddanie (duszenie zza pleców)                 | 1     | 3:31 | UFC 311                                   | 18.01.2025 | Inglewood         |                                                                                                 |
| Wygrana   | 18-2   | Gerald Meerschaert (37-17)      | Poddanie (duszenie trójkątne rękoma)           | 3     | 1:44 | UFC Fight Night: Magny vs. Prates         | 09.11.2024 | Las Vegas         | Debiut w UFC. Co-Main Event                                                                     |
| Wygrana   | 17-2   | Magomiedmurad Chasajew (6-1)    | TKO (ciosy pięściami)                          | 1     | 2:24 | UAE Warriors 51                           | 27.07.2024 | Abu Zabi          | Debiut w UAE Warriors.                                                                          |
| Przegrana | 16-2   | Anatolij Małychin (13-0)        | TKO (niezdolność do kontynuowania walki)       | 3     | 1:16 | One 166: De Ridder vs. Malykhin 2         | 01.03.2024 | Lusajl            | Stracił pas mistrzowski One Championship w wadze średniej. Main Event                           |
| Przegrana | 16-1   | Anatolij Małychin (11-0)        | KO (prawy hak i hammerfist)                    | 1     | 4:35 | One on Prime Video 5                      | 03.12.2022 | Manila            | Stracił pas mistrzowski One Championship w wadze półciężkiej. Main Event                        |
| Wygrana   | 16-0   | Witalij Bigdash (12-2)          | Poddanie (odwrócone duszenie trójkątne nogami) | 1     | 3:29 | One 159: De Ridder vs. Bigdash            | 22.07.2022 | Kallang           | Obronił pas mistrzowski One Championship w wadze średniej. Bonus za występ wieczoru. Main Event |
| Wygrana   | 15-0   | Kiamrian Abbasov (23-4)         | Poddanie (duszenie trójkątne rękoma)           | 3     | 0:57 | One Championship: Full Circle             | 25.02.2022 | Kallang           | Obronił pas mistrzowski One Championship w wadze średniej. Bonus za występ wieczoru. Main Event |
| Wygrana   | 14-0   | Aung La Nsang (26-11)           | Decyzja (jednogłośna)                          | 5     | 5:00 | One on TNT 4                              | 28.04.2021 | Kallang           | Zdobył pas mistrzowski One Championship w wadze półciężkiej. Main Event                         |
| Wygrana   | 13-0   | Aung La Nsang (26-10)           | Poddanie (duszenie zza pleców)                 | 1     | 3:26 | One Championship: Inside the Matrix       | 30.10.2020 | Kallang           | Zdobył pas mistrzowski One Championship w wadze średniej. Main Event                            |
| Wygrana   | 12-0   | Leandro Ataides (11-3)          | Decyzja (jednogłośna)                          | 3     | 5:00 | One Championship: Warrior's Code          | 07.02.2020 | Dżakarta          | Co-Main Event                                                                                   |
| Wygrana   | 11-0   | Gilberto Galvão (30-6-1)        | KO (kolana)                                    | 2     | 0:57 | One Championship: Legendary Quest         | 15.06.2019 | Szanghaj          | Powrót do wagi półciężkiej.                                                                     |
| Wygrana   | 10-0   | Rong Fan (15-1)                 | Poddanie (duszenie brado)                      | 1     | 1:15 | One Championship: Hero's Ascent           | 25.01.2019 | Manila            | Debiut w One Championship.                                                                      |
| Wygrana   | 9-0    | Warren Allison (7-4)            | Poddanie (duszenie zza pleców)                 | 1     | 2:00 | EFC Worldwide 67                          | 10.03.2018 | Johannesburg      |                                                                                                 |
| Wygrana   | 8-0    | Shota Gvasalia (9-3)            | Poddanie (duszenie zza pleców)                 | 1     | 3:55 | Hit Fighting Championship 4               | 21.10.2017 | Horgen            | Zdobył pas mistrzowski Hit Fighting Championship w wadze średniej. Main Event                   |
| Wygrana   | 7-0    | Jaouad Ikan (0-1)               | Poddanie (dźwignia prosta na staw łokciowy)    | 1     | N/A  | World Fighting League MMA                 | 27.07.2017 | Almere            |                                                                                                 |
| Wygrana   | 6-0    | Lamine Talbi (2-4)              | Poddanie (duszenie zza pleców)                 | 3     | 0:41 | 360 Promotion: Volition                   | 08.04.2017 | Walloon Brabant   | Zdobył pas mistrzowski 360 Promotion w wadze średniej. Co-Main Event                            |
| Wygrana   | 5-0    | Markus Prödl (1-0)              | TKO (ciosy pięściami)                          | 2     | 0:51 | Superior FC 16                            | 11.03.2017 | Darmstadt         | Debiut w wadze średniej.                                                                        |
| Wygrana   | 4-0    | Alexander Heinrich (6-7)        | TKO (kolana i ciosy pięściami)                 | 1     | 4:52 | Superior FC 15                            | 29.10.2016 | Hesse             |                                                                                                 |
| Wygrana   | 3-0    | Michaelis Efstration (0-0)      | Poddanie (duszenie trójkątne rękoma)           | 1     | 1:32 | Superior FC 14                            | 21.05.2016 | Düren             |                                                                                                 |
| Wygrana   | 2-0    | Rene Hoppe (3-0)                | Poddanie (dźwignia prosta na staw łokciowy)    | 2     | 1:54 | Rostocker & Benefiz Fight Night           | 10.10.2015 | Rostock           |                                                                                                 |
| Wygrana   | 1-0    | Marco Wuest (1-0)               | Poddanie (duszenie trójkątne rękoma)           | 1     | 4:09 | GFC 2                                     | 01.06.2013 | Lauda-Königshofen | Debiut w wadze półciężkiej.                                                                     |